# Marcos Daniel (pływak)
Marcos Daniel Gil Medeiros (ur. 1 sierpnia 1961) – angolski pływak, olimpijczyk.
Wystartował na Letnich Igrzyskach Olimpijskich 1980 w dwóch konkurencjach. W sztafecie 4 × 100 m stylem zmiennym, drużyna angolska (w składzie: Marcos Daniel, Fernando Lopes, Francisco Lopes dos Santos, Jorge Lima) uzyskała ostatni, 11. czas eliminacji (4:35,11). Wystąpił także w wyścigu na 100 m stylem motylkowym, w którym uzyskał 33. wynik eliminacji (1:07,46) – jedynie Zoë Andrianifaha z Madagaskaru osiągnął słabszy wynik od Angolczyka.